# Salvatore Segrè Sartorio

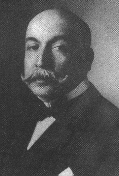
Salvatore Segrè Sartorio

Baron Salvatore Segrè Sartorio (* 7. August 1859 in Triest, Kaisertum Österreich; † 7. Juni 1949 in Triest) war ein italienischer Politiker. Er war Teil der moderaten irredentistischen Bewegung, die den Anschluss seiner Heimatstadt Triest an das Königreich Italien forderte. Während und nach dem Ersten Weltkrieg unterstützte er Flüchtlinge, die aus den von Österreich-Ungarn unterworfenen italienischen Regionen geflohen waren. Für seinen Einsatz erhielt Segrè zahlreiche Verdienstorden unter anderem vom italienischen König Vittorio Emanuele III. verliehen. Er wandte sich schon früh dem Faschismus zu und wurde 1924 zum Senator ernannt.

## Leben
Salvatore Segrè wurde am 14. September 1865 als Sohn von Leone und Elisabetta Macchioro im damals zu Österreich-Ungarn gehörenden Triest geboren. Seine jüdische Familie stammte ursprünglich aus Vercelli im Piemont. Segrè wurde von seinem Vater Leone und seinem Onkel Vitale bereits in frühen Jahren in das Familienunternehmen Jacob Coen eingeführt.
Neben seiner Tätigkeit als Geschäftsmann wurde Segrè auch politisch aktiv. Segrè, der zunehmend seine eigene italienische Identität erkannte, wurde nach Abschluss seiner Schulausbildung Mitglied der irredentistischen Bewegung und Parteimitglied der nationalliberalen Irredentà. Die irredentistische Bewegung, die in Triest am Ende des 19. Jahrhunderts verstärkt Zulauf bekam, verfolgte die Loslösung der zum Großteil von Italienern bewohnten Stadt aus der österreichisch-ungarischen Monarchie und forderte deren Anschluss an den italienischen Nationalstaat. Segrè wurden zahlreiche Verdienstorden des italienischen Königreichs verliehen: 1897 erhielt er den Verdienstorden Cavaliere dell’Ordine della Corona d’Italia (Ritter), 1903 Ufficiale dell'Ordine della Corona d'Italia (Offizier) und 1909 Commendatore dell'Ordine della Corona d'Italia (Komtur).
Bei Ausbruch des Ersten Weltkriegs zog Segrè zusammen mit seiner Ehefrau Anna Sartorio Segrè zunächst nach Venedig und später nach Rom, wo er Flüchtlinge unterstützte, die aus den zu Österreich-Ungarn gehörenden italienischen Regionen geflohen waren. Später übernahm er die Leitung der Kommission zur Unterstützung von Flüchtlingen und Heimatvertriebenen aus dem Trentino und dem adriatischen Raum. Weitere Auszeichnungen und Verdienstorden folgten. Nach Kriegsende kehrte Segrè in seine Heimatstadt Triest zurück, die inzwischen dem italienischen Königreich angeschlossen worden war. Auf dem Familiensitz seiner Ehefrau Anna, Villa Sartorio, empfing das Paar in den folgenden Jahren die Marschälle Armando Diaz, Luigi Cadorna und Emanuel von Aosta, dessen Sohn Amadeus von Aosta sowie zahlreiche andere Familienmitglieder des italienischen Königshauses.
Am 4. Dezember 1919 erhob König Vittorio Emanuele III. Segrè zum Baron.
Wie viele andere italienische Juden, schloss sich auch Segrè bereits 1919 den Faschisten an. Er betrachtete die Faschistischen Bewegung als die natürliche politische Heimat des Nationalismus und des Irredentismus. Am 18. September 1924 wurde er zum Senator ernannt.
Bis ins Jahr 1938 wirkte Segrè in der lokalen und nationalen Politik mit. Daneben war er auch unternehmerisch tätig, z. B. als Berater der Bank „Credito Italiano“ und des Triester Lloyd, als Präsident eines Elektrizitätswerks und Vizepräsident regionaler Textilwerke.
Von den Italienischen Rassengesetzen (leggi razziali) war Segrè als Sohn jüdischer Eltern unmittelbar betroffen. Obwohl er seine Verdienste, auch für die faschistische Sache, geltend machte und auf die Unterstützung einiger Persönlichkeiten der katholischen Hierarchie zählen konnte, gelang es ihm nicht, den Status eines „arisierten Juden“ zu erhalten (sein Antrag blieb bis zum Ende des faschistischen Regimes im Juli 1943 unbearbeitet). Segrè zog sich ins Privatleben zurück. Ein Teil seines Besitzes wie das Castello di Spessa bei Gorizia und seine Kunstsammlungen wurde beschlagnahmt.
Mit Ausbruch des Zweiten Weltkriegs begab sich Segrè nach Medea, kehrte aber 1945 in seine Residenz Villa Sartorio in Triest zurück. Nach dem Tod seiner Ehefrau 1946 wurde die Villa der Stadt Triest überschrieben. Obwohl ein Teil des Gebäudes in ein Museum, das heutige Civico Museo Sartorio, umfunktioniert wurde und einige der übrigen Räume von den alliierten Streitkräften genutzt wurden, lebte Segrè weiterhin in der Villa, in der er am 7. Juni 1949 im Alter von 89 Jahren verstarb.

## Glaube und Familie
1902 konvertierte Segrè vom jüdischen zum katholischen Glauben und heiratete 1907 Baroness Anna Sartorio. 1923 nahm er den Familiennamen seiner Ehefrau an und nannte sich ab diesem Zeitpunkt Salvatore Segrè Sartorio. Das Ehepaar blieb kinderlos, adoptierte jedoch einen Neffen von Salvatore, Michele Stavro Santarosa (1887–1955).

## Auszeichnungen
Salvatore Segrè Sartorio erhielt folgende Verdienstorden:

### Orden der Krone von Italien
- 1897: Cavaliere dell’Ordine della Corona d’Italia (Ritter)
- 1903: Ufficiale dell'Ordine della Corona d'Italia (Offizier)
- 1909: Commendatore dell'Ordine della Corona d'Italia (Komtur)
- 1921: Grande ufficiale dell'Ordine della Corona d'Italia (Großoffizier)
- 1933: Cavaliere di Gran Croce dell'Ordine della Corona d'Italia (Großkreuz)

### Ritterorden der hl. Mauritius und Lazarus
- 1930: Commendatore (Komtur)
- 1932: Grande Ufficiale (Großoffizier)

### Ritterorden vom Heiligen Grab zu Jerusalem
- 1932: Commendatore dell'Ordine (Komtur)
- 1933: Cavaliere di Gran Croce dell'Ordine (Großkreuz)